# Pentamesa
Pentamesa là một chi bọ cánh cứng trong họ Chrysomelidae.
Chi này được miêu tả khoa học năm 1876 bởi Harold.

## Các loài
Các loài trong chi này gồm:
- Pentamesa depressa Wang, 1992
- Pentamesa emarginata Chen, 1987
- Pentamesa fulva (Wang, 1992)
- Pentamesa gongana (Wang, 1992)
- Pentamesa guttipennis Chen & Wang, 1980
- Pentamesa inornata Chen & Wang, 1980
- Pentamesa parva Chen & Wang, 1981
- Pentamesa scripta Medvedev, 1997
- Pentamesa sophiae An, 1988
- Pentamesa xiangchengana (Wang, 1992)